# Kamerun na igrzyskach Wspólnoty Narodów
Kamerun zadebiutował na igrzyskach Wspólnoty Narodów w 1998 roku na igrzyskach w Kuala Lumpur w Malezji i od tamtej pory reprezentacja uczestniczyła we wszystkich igrzyskach. Najwięcej złotych medali (9) oraz najwięcej medali w ogóle (12) Kamerun zdobył podczas igrzysk w Manchesterze. 

## Klasyfikacja medalowa
| Igrzyska          | Złoto | Srebro | Brąz | Razem |
| ----------------- | ----- | ------ | ---- | ----- |
| 1998 Kuala Lumpur | 0     | 3      | 3    | 6     |
| 2002 Manchester   | 9     | 1      | 2    | 12    |
| 2006 Melbourne    | 0     | 1      | 2    | 3     |
| 2010 Nowe Delhi   | 0     | 2      | 4    | 6     |
| Razem             | 9     | 7      | 11   | 27    |

### Według dyscyplin
| Dyscyplina        | Złoto | Srebro | Brąz | Razem |
| ----------------- | ----- | ------ | ---- | ----- |
| Podnoszenie cięż. | 9     | 2      | 5    | 16    |
| Lekkoatletyka     | -     | 3      | 2    | 5     |
| Boks              | -     | 1      | 1    | 2     |
| Zapasy            | -     | 1      | 1    | 2     |
| Judo              | -     | -      | 2    | 2     |
| Razem             | 9     | 7      | 11   | 27    |